# Halowe Mistrzostwa Świata w Lekkoatletyce 2012 – bieg na 3000 m kobiet
Bieg na 3000 metrów kobiet – jedna z konkurencji rozegranych podczas 14. Halowych Mistrzostw Świata w Ataköy Atletizm Salonu w Stambule.
Biegi eliminacyjne zaplanowano na piątek 9 marca, a finał na niedzielę 11 marca. Złotego medalu wywalczonego w 2010 roku broniła, ostatecznie druga na mecie, Etiopka Meseret Defar.
Według stanu sprzed mistrzostw: halową rekordzistką świata w biegu na 3000 metrów była Meseret Defar, która 3 lutego 2007 w Stuttgarcie uzyskała czas 8:23,72, Defar była także najszybszą biegaczką na tym dystansie w sezonie halowym 2012 (8:31,56). Rekord halowych mistrzostw świata wynikiem 8:33,82 ustanowiła podczas mistrzostw w 1989 roku w Budapeszcie Holenderka Elly van Hulst.

## Terminarz
| Data     | Godzina | Runda      |
| -------- | ------- | ---------- |
| 9 marca  | 10:45   | Eliminacje |
| 11 marca | 15:50   | Finał      |

## Rezultaty

### Eliminacje
| Pozycja | Bieg | Zawodniczka           | Reprezentacja                | Czas    | Uwagi |
| ------- | ---- | --------------------- | ---------------------------- | ------- | ----- |
| 1       | 2    | Gelete Burka          | Etiopia                      | 9:01.32 | Q     |
| 2       | 2    | Hellen Onsando Obiri  | Kenia                        | 9:01.36 | Q     |
| 3       | 2    | Natalija Tobias       | Ukraina                      | 9:01.76 | Q     |
| 4       | 2    | Shitaye Eshete        | Bahrajn                      | 9:02.13 | Q     |
| 5       | 2    | Helen Clitheroe       | Wielka Brytania              | 9:02.27 | q     |
| 6       | 2    | Sara Hall             | Stany Zjednoczone            | 9:02.49 | q     |
| 7       | 2    | Alia Saeed Mohammed   | Zjednoczone Emiraty Arabskie | 9:02.56 | q     |
| 8       | 2    | Lidia Chojecka        | Polska                       | 9:02.93 | q     |
| 9       | 2    | Kristina Chalejewa    | Rosja                        | 9:07.13 |       |
| 10      | 2    | Layeş Abdullayeva     | Azerbejdżan                  | 9:08.41 | SB    |
| 11      | 1    | Meseret Defar         | Etiopia                      | 9:11.76 | Q     |
| 12      | 1    | Sylvia Jebiwott Kibet | Kenia                        | 9:11.91 | Q     |
| 13      | 1    | Switłana Szmidt       | Ukraina                      | 9:12.39 | Q     |
| 14      | 1    | Jackie Areson         | Stany Zjednoczone            | 9:12.62 | Q, SB |
| 15      | 1    | Betlhem Desalegn      | Zjednoczone Emiraty Arabskie | 9:12.63 |       |
| 16      | 1    | Tejitu Daba           | Bahrajn                      | 9:15.96 |       |
| 17      | 1    | Silvia Weissteiner    | Włochy                       | 9:16.59 |       |
| 18      | 1    | Dudu Karakaya         | Turcja                       | 9:16.85 |       |
| 19      | 1    | Julija Wasiljewa      | Rosja                        | 9:17.60 |       |
| 20      | 1    | Claudette Mukasakindi | Rwanda                       | 9:26.89 |       |
| 21      | 1    | Paula González        | Hiszpania                    | 9:31.09 |       |

### Finał
| Pozycja | Zawodniczka           | Reprezentacja                | Czas    | Uwagi |
| ------- | --------------------- | ---------------------------- | ------- | ----- |
|         | Hellen Onsando Obiri  | Kenia                        | 8:37.16 |       |
|         | Meseret Defar         | Etiopia                      | 8:38.26 |       |
|         | Gelete Burka          | Etiopia                      | 8:40.18 |       |
| 4       | Sylvia Jebiwott Kibet | Kenia                        | 8:40.50 | PB    |
| 5       | Shitaye Eshete        | Bahrajn                      | 8:51.88 |       |
| 6       | Lidia Chojecka        | Polska                       | 8:56.86 |       |
| 7       | Helen Clitheroe       | Wielka Brytania              | 8:59.04 |       |
| 8       | Sara Hall             | Stany Zjednoczone            | 8:59.95 |       |
| 9       | Natalija Tobias       | Ukraina                      | 9:00.78 |       |
| 10      | Switłana Szmidt       | Ukraina                      | 9:03.99 |       |
| 11      | Jackie Areson         | Stany Zjednoczone            | 9:12.50 | SB    |
| 12      | Alia Saeed Mohammed   | Zjednoczone Emiraty Arabskie | 9.15.74 |       |